# Bohadin
Bohadin ou au long Bahā' ad-Dīn Yusuf ibn Rafi ibn Shaddād (بهاء الدين ابن شداد, où le titre honorifique « Bahā' al-Dīn » signifie « splendeur de la foi ») (7 mars 1145 - 8 novembre 1234) est un juriste et érudit d'origine kurde. Il est surtout notable pour avoir rédigé une biographie de Saladin, qu'il a bien connu et dont il a été l'ami.